# Fylkir Reykjavík
Fylkir is een IJslandse voetbalclub uit de oostelijke wijk Árbær van de hoofdstad Reykjavík. De club werd op 28 mei 1967 opgericht. Fylkir begon als jeugdclub en had in het begin geen seniorenafdeling. Deze kwam er in 1972 en later volgde de vrouwenafdeling.

## Mannen
De club werd opgericht als Knattspyrnufélag Seláss og Árbæjar, waarvan de afkorting KSÁ gebruikelijk was. Al redelijk snel werd de naam veranderd naar Fylkir.
In 1972 ging het seniorenteam van start in de derde klasse, de huidige 2. deild karla. Daar bracht men vijf seizoenen door, maar elk jaar miste de club promotie. Daarna kwam men uit in de 1. deild karla. Van 1984 en 1988 ging de club op en neer tussen 1. deild karla en 2. deild karla.
In 1989 speelde de club voor de eerste keer in de hoogste klasse (toen nog 1. Deild), na een tweede plaats achter kampioen FH in 1988. Na één seizoen degradeerde de club. In 1993 en 1996 keerde de club terug, beide keren als kampioen. De geschiedenis herhaalde zich telkens en degradeerde de club meteen weer, telkens als nummer negen van de eindrangschikking. Fylkir promoveerde voor de vierde keer in 1999, weer als kampioen. In 2000 werd de club tweede op twee punten van de kampioen. Het volgende seizoen won de club de IJslandse voetbalbeker en eindigde het als vijfde, een groot deel van de competitie stond de club echter aan de leiding. De beker werd in 2002 voor de tweede keer gewonnen.
In 2014 bouwde Fylkir een compleet nieuwe hoofdtribune met oranje-zwarte stoeltjes in het Fylkisvöllur. Er kunnen 1.700 toeschouwers plaatsnemen op de tribune, de totale capaciteit ligt op 2.500. 

### Erelijst
Tweede klasse *
Kampioen in 1992, 1995, 1999, 2017, 2022
Beker van IJsland
Winnaar in 2001, 2002
* Tot 1997 2. Deild, vanaf 1997 1. Deild

### Eindklasseringen
- 2000 2e
Úrvalsdeild
- 2001 5e
Úrvalsdeild
- 2002 2e
Úrvalsdeild
- 2003 4e
Úrvalsdeild
- 2004 4e
Úrvalsdeild
- 2005 5e
Úrvalsdeild
- 2006 8e
Úrvalsdeild
- 2007 4e
Úrvalsdeild
- 2008 9e
Úrvalsdeild
- 2009 3e
Úrvalsdeild
- 2010 9e
Úrvalsdeild
- 2011 7e
Úrvalsdeild
- 2012 7e
Úrvalsdeild
- 2013 7e
Úrvalsdeild
- 2014 6e
Úrvalsdeild
- 2015 8e
Úrvalsdeild
- 2016 11e
Úrvalsdeild
- 2017 1e
1. deild karla
- 2018 8e
Úrvalsdeild
- 2019 8e
Úrvalsdeild
- 2020 6e
Úrvalsdeild
- 2021 12e
Úrvalsdeild
- 2022 1e
1. deild karla
- 2023 8e
Úrvalsdeild
- 2024 12e
Úrvalsdeild

- Úrvalsdeild
- 1. deild karla

### In Europa
#Q = #kwalificatieronde, #R = #ronde, T/U = Thuis/Uit, W = Wedstrijd, PUC = punten UEFA coëfficiënten .
Uitslagen vanuit gezichtspunt Fylkir Reykjavík 
| Seizoen | Competitie    | Ronde | Land                 | Club                   | Totaalscore | 1e W    | 2e W    | PUC |
| ------- | ------------- | ----- | -------------------- | ---------------------- | ----------- | ------- | ------- | --- |
| 2001/02 | UEFA Cup      | Q     | Vlag van Polen       | Pogoń Szczecin         | 3-2         | 2-1 (T) | 1-1 (U) | 1.5 |
|         |               | 1R    | Vlag van Nederland   | Roda JC Kerkrade       | 1-6         | 0-3 (U) | 1-3 (T) | 1.5 |
| 2002/03 | UEFA Cup      | Q     | Vlag van België      | Excelsior Moeskroen    | 2-4         | 1-1 (T) | 1-3 (U) | 0.5 |
| 2003/04 | UEFA Cup      | Q     | Vlag van Zweden      | AIK Fotboll            | 0-1         | 0-1 (U) | 0-0 (T) | 0.5 |
| 2004    | Intertoto Cup | 1R    | Vlag van België      | AA Gent                | 1-3         | 1-2 (U) | 0-1 (T) | 0.0 |
| 2008    | Intertoto Cup | 1R    | Vlag van Letland     | FK Riga                | 2-3         | 2-1 (U) | 0-2 (U) | 0.0 |
| 2010/11 | Europa League | 1Q    | Vlag van Wit-Rusland | Tarpeda-BelAZ Zjodzina | 1-6         | 0-3 (U) | 1-3 (T) | 0.0 |

Totaal aantal punten voor UEFA coëfficiënten: 2.5
Zie ook
- Deelnemers UEFA-toernooien IJsland
- Ranglijst van alle clubs die in de diverse Europa Cups zijn uitgekomen

## Vrouwen
Het eerste vrouwenelftal speelt op het hoogste niveau in de Úrvalsdeild kvenna.